# Tuberculosis
La tuberculosis (abreviada TBC o TB), llamada alternativa e históricamente peste blanca o tisis  (del griego φθίσις, a través del latín phthisis), es una infección bacteriana contagiosa que afecta a los pulmones, pero puede propagarse a otros órganos. La especie de bacteria más importante y representativa causante de la tuberculosis es Mycobacterium tuberculosis o bacilo de Koch, perteneciente al complejo Mycobacterium tuberculosis.
Existe una vacuna (BCG) para poder prevenir esta enfermedad.
Es, tal vez, la enfermedad infecciosa más prevalente del mundo. Considerando su forma latente, en la cual no presenta síntomas, se estima que afecta al 33 % de la población mundial. Es la segunda causa global de muerte, y la primera entre las enfermedades infecciosas.
Otras micobacterias, como Mycobacterium bovis, Mycobacterium africanum, Mycobacterium canetti y Mycobacterium microti pueden causar tuberculosis, pero todas esas especies no suelen hacerlo en un individuo sano.
Los síntomas de tuberculosis son: tos crónica con esputo sanguinolento, fiebre, sudores nocturnos y pérdida de peso. La infección de otros órganos causa una amplia variedad de síntomas.
El diagnóstico se basa en la radiología (radiografías torácicas), una prueba de la tuberculina cutánea y un análisis de sangre. También se complementa con un examen microscópico y un cultivo microbiológico de los fluidos corporales, como las expectoraciones. El tratamiento es complicado y requiere largos periodos de exposición con antibióticos. Los familiares del enfermo también son analizados.
También se encontró que la tasa de casos de tuberculosis es 8 veces más alta entre las personas de raza negra o afroamericanas no hispanas o latinas que entre las personas de raza blanca no hispanas.
Durante los últimos años, la tuberculosis ha presentado una creciente resistencia a los múltiples antibióticos y para ello se ha optado, como medida de prevención, por campañas de vacunación, en general con la vacuna Bacillus Calmette-Guérin (BCG).
Se contagia por vía aérea, cuando las personas infectadas tosen, estornudan o escupen. Además, un número creciente de personas del mundo la contrae debido a que su sistema inmunitario se debilita por medicamentos inmunosupresores o el sida. La distribución de la tuberculosis no es uniforme en el mundo; el 80 % de la población de países asiáticos y africanos da positivo, porcentaje que baja a 5-10 % de la población en Estados Unidos.
Según datos de la Organización Mundial de la Salud (OMS), en 2022, 10,6 millones de personas enfermaron de tuberculosis en todo el mundo: 5,8 millones de hombres (55 %), 3,5 millones de mujeres (33 %) y 1,3 millones de niños (12 %) de entre 0 y 14 años de edad. 1,3 millones de personas murieron por tuberculosis en 2022, de los cuales 167 000 tenían infección por VIH. Las actividades desarrolladas en todo el mundo desde el año 2000 para combatir la tuberculosis han salvado la vida a 75 millones de personas, pero la OMS considera «todavía inaceptablemente alta» la cantidad de estas muertes prevenibles.

## Signos y síntomas

Imagen que muestra los principales síntomas de variantes y etapas de la tuberculosis. Muchos síntomas se solapan en varias variantes, mientras que otros son más (pero no del todo) específicos de ciertas variantes. Múltiples variantes pueden estar presentes al mismo tiempo.

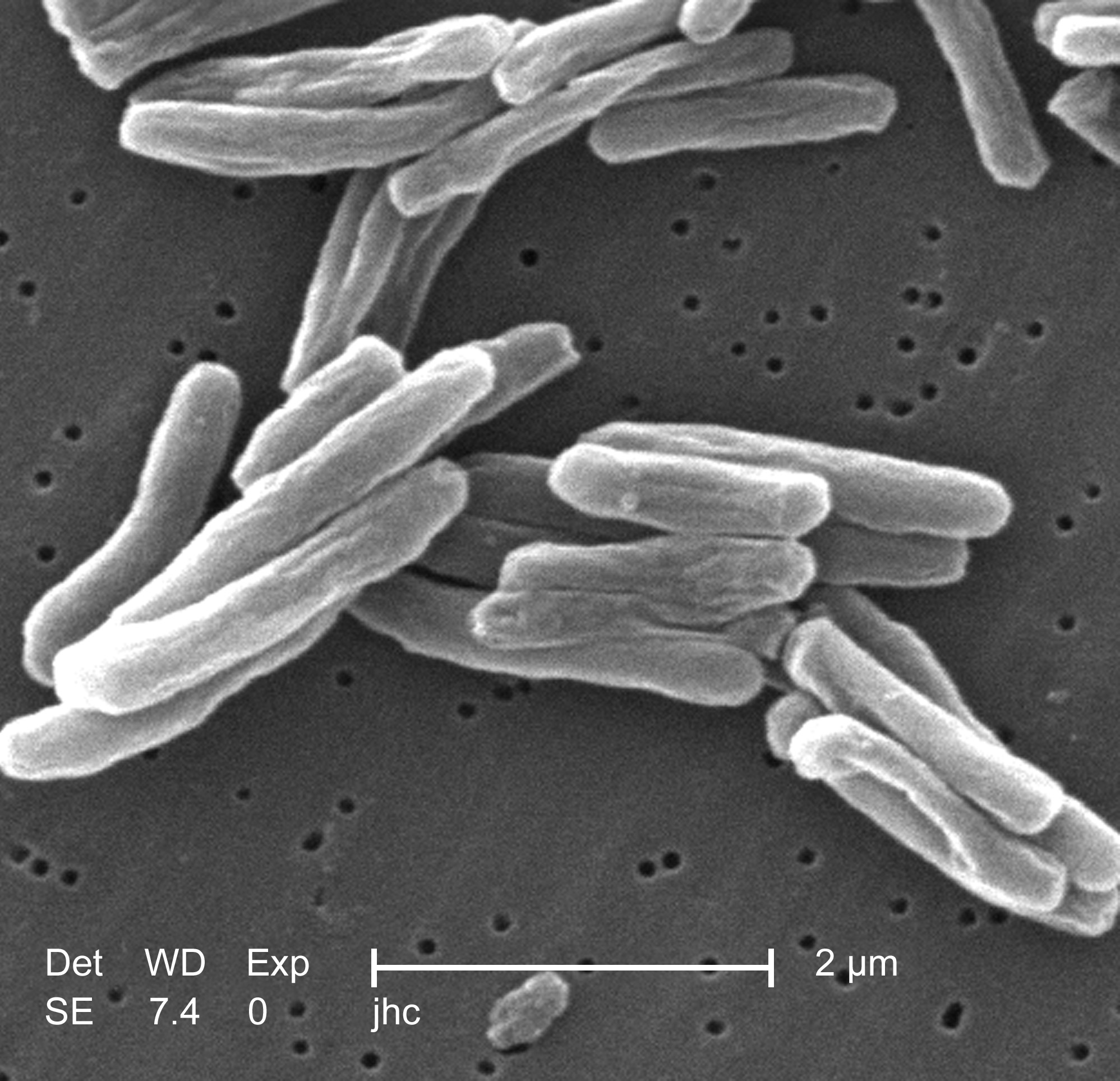
Micrografía electrónica de barrido de M. tuberculosis.

La tuberculosis se puede manifestar por signos clínicos y síntomas pulmonares o extrapulmonares.

### Tuberculosis pulmonar
- Neumonía tuberculosa: puede deberse a primoinfección o a reactivación, aunque la infección primaria suele causar pocos síntomas (paucisintomática). La primoinfección se caracteriza por la formación del complejo primario de Ghon (adenitis regional parahiliar, linfangitis y neumonitis). La clínica en la reactivación suele ser insidiosa, con febrícula y malestar general. Es frecuente la sudoración nocturna y la pérdida de peso. En cuanto a semiología pulmonar, suele haber tos persistente que puede estar acompañada de esputos hemoptoicos (sanguinolentos). La neumonía tuberculosa es muy contagiosa, sus pacientes deben estar aislados durante dos semanas desde el inicio del tratamiento.

- Pleuritis tuberculosa: aparece en personas jóvenes y suele hacerlo de forma aguda y unilateral. El signo principal es un exudado en el espacio pleural. Característica de este exudado es que se detecta la enzima adenosin-desaminasa (ADA) elevada. El tipo celular predominante en el exudado son los linfocitos y las células mesoteliales son escasas.

### Tuberculosis extrapulmonar
La tuberculosis extrapulmonar, puede aparecer en el contexto de una tuberculosis miliar, la reactivación de un foco pulmonar o en ausencia de enfermedad clínica pulmonar. Incluye:
- Tuberculosis meníngea: forma de meningitis bacteriana causada por Mycobacterium tuberculosis o más raramente Mycobacterium bovis. El organismo se asienta en las meninges, predominante en la base encefálica, y forma microgranulomas con posterior rotura. El curso clínico tiende a ser subagudo, que progresa en días. Los síntomas pueden ser: dolor de cabeza, rigidez de nuca, déficits neurológicos.

- Tuberculosis ocular: infección tuberculosa del iris, cuerpos ciliares y coroides.

- Tuberculosis cardiovascular: tuberculosis que afecta a corazón humano, pericardio o vasos sanguíneos. La pericarditis tuberculosa puede evolucionar a pericarditis constrictiva, hecho que lleva al uso de corticoesteroides en su tratamiento.

- Tuberculosis del sistema nervioso central: tuberculosis del cerebro, médula espinal o meninges. Causada por Mycobacterium tuberculosis o, más raro, por Mycobacterium bovis.

- Tuberculosis genitourinaria: causa habitual de piuria estéril (leucocitos en orina sin germen visible). El acceso de la infección al aparato genitourinario suele ser por vía sanguínea. Puede ser causa de esterilidad por afectación de los epidídimos en los hombres y de la trompas de Falopio en las mujeres.

- Tuberculosis ganglionar: compromete las cadenas ganglionares cervicales y supraclaviculares. Produce hinchazón de los ganglios linfáticos. Puede presentar escrofulodermia: hinchazón de extensión local del tejido subcutáneo por una reactivación del bacilo tuberculoso en dichos tejidos. En este caso, se producen fístulas o úlceras drenantes, que presentan fibrosis e induración además de color rojizo oscuro. Es común en jóvenes y niños. En infantes es muy común que la infección se presentase en ganglios superficiales acompañados de fístulas. El 50 % de los casos, tanto en jóvenes como en niños, la enfermedad se manifiesta con grave hinchazón de los ganglios cervicales. El ganglio hinchado se presenta en exploración física como una gran masa dolorosa y con probable fistulación (escrófula). Dicha fistulación (escrofulodermia) suele ser de color rojo oscuro. En todos los casos hay fiebre.

- Tuberculosis osteoarticular: tras una infección pulmonar el bacilo puede circular por el torrente sanguíneo hasta alojarse en algún hueso o articulación, se trataría así de una osteoartritis tuberculosa o tuberculosis osteoarticular. También puede aparecer osteomielitis tuberculosa sin afectación articular, aunque su frecuencia es baja. La infección puede originarse por una herida producida por un objeto contaminado con el bacilo, si bien no está documentada ninguna por esta vía. En la década de 1930 se realizaban tratamientos con luz de arco de carbón con resultados dispares.[12][13]

- Diseminados (TBC miliar)
- Tuberculosis miliar: forma de tuberculosis debida a la diseminación sanguínea del bacilo, afectando a distintos órganos. Suele ocurrir en personas con grave alteración del sistema inmune. Es más frecuente en ancianos. Puede cursar con inicio agudo o insidioso. La sintomatología es dominada por fiebre y otros síntomas constitucionales. Para su diagnóstico deben practicarse alguno o todos los siguientes cultivos: esputo, orina, jugo gástrico o médula ósea.

- Tuberculosis intestinal.

## Transmisión
La transmisión de la tuberculosis solo puede realizarse por personas que tengan activa la enfermedad. La TBC se transmite a través de partículas expelidas por el paciente bacilífero (con TBC activa) con la tos, estornudo, hablando, escupida, etc., por lo que se recomienda no tener contacto con terceros. Las gotas infecciosas (flügge's o droplets) son de un diámetro entre 0,5 a 5 µm, pueden producirse alrededor de 400 000 con un solo estornudo. Cada una de esas gotitas proveniente de un enfermo activo puede transmitir el microorganismo, en especial sabiendo que la dosis infectante de la tuberculosis es considerada baja, de modo que la inhalación de una sola bacteria puede infectar. La probabilidad de una transmisión eficaz aumenta con el número de partículas contaminadas expelidas por el enfermo, en lo buena que sea la ventilación del área, la duración de la exposición y en la virulencia de la cepa del M. tuberculosis. Las personas con contactos frecuentes, prolongados, o intensos tienen un riesgo de alrededor del 25 % de ser infectados. Para un fumador las posibilidades de enfermar se multiplican por 2,5. Un paciente con TBC activa sin tratamiento puede infectar entre 10-15 personas por año. Otros riesgos incluyen aquellas áreas donde la TBC es frecuente, en pacientes inmunodeprimidos con condiciones como malnutrición y sida, poblaciones étnicas en alto riesgo y trabajadores de la salud sirviendo en regiones de alto riesgo. En los pacientes con sida, la TBC actúa como enfermedad oportunista (coinfección) con fuerte asociación. También puede transmitirse por vía digestiva, sobre todo al ingerir leche no higienizada procedente de vacas tuberculosas infectadas con Mycobacterium bovis.
La cadena de transmisión puede romperse si se aísla al enfermo con tuberculosis activa y comenzando de inmediato una terapia antituberculosis efectiva. Después de dos semanas con dicho tratamiento, aquellos pacientes con TBC activa y no-resistente dejan de ser contagiosos. Si una persona llegase a quedar infectada, le tomará menos de 20 a 60 días antes que pueda comenzar a transmitir la enfermedad a otros.

## Cuadro clínico de la tuberculosis

Eritema nodoso en pie izquierdo asociado a tuberculosis extrapulmonar.

En el comienzo de la enfermedad, las personas con tuberculosis pueden tener síntomas comunes a otras enfermedades, como son fiebre, cansancio, falta de apetito, pérdida de peso, depresión, sudor nocturno y disnea en casos avanzados; más cuando se agregan las aflicciones de tos y expectoración purulenta por más de quince días debe estudiarse, pues se considera un síntoma respiratorio.
El órgano diana principal de la tuberculosis es el pulmón, aunque puede afectar a otros órganos. La tuberculosis extrapulmonar representa entre el 10-20% del total de casos, cuando existe déficit de inmunidad (inmunodeficiencia) este porcentaje se incrementa significativamente, pudiendo llegar al 60%. Sin embargo casi siempre existe un foco primario localizado en el pulmón. Las infecciones extrapulmonares incluyen la pleura, el sistema nervioso central causando meningitis, el sistema linfático causando escrófula del cuello, el sistema genitourinario causando tuberculosis urogenital y los huesos o articulaciones, la tuberculosis de la columna vertebral recibe el nombre de enfermedad de Pott. Una forma muy seria de diseminada es la tuberculosis miliar. A pesar de que la extrapulmonar no es contagiosa, puede coexistir con la contagiosa tuberculosis pulmonar.

## Historia
La tuberculosis es una de las enfermedades humanas más antiguas. Aunque se estima entre 15 000 a 22 000 años, se acepta más que esta especie evolucionó de otros microorganismos más primitivos dentro del género Mycobacterium. 
Puede pensarse que en un momento, alguna especie de microbacterias traspasara la barrera biológica, por presión selectiva, y pasara a tener un reservorio en animales. Es posible que esto haya dado lugar a un antiguo progenitor del Mycobacterium bovis, aceptada por muchos como la más antigua de las especies del Complejo Mycobacterium tuberculosis, que incluye M. tuberculosis, M. bovis, M. africanum y M. microti.
 El "escalón" siguiente sería el paso del M. bovis a la especie humana, que parece coincidir con la domesticación de los animales. Así pudo surgir como patógeno para el perro.

## Patogenia de la tuberculosis
La tuberculosis constituye un paradigma de la interacción de un agente exógeno y la respuesta inmunitaria del huésped. La Organización Mundial de la Salud estima 2000 millones de infectados por el M. tuberculosis y ocho millones de nuevos infectados cada año, venciendo la batalla en la mayoría de las ocasiones. Sin embargo, mueren casi dos millones de personas al año por causa de esta enfermedad.
- Infección tuberculosa latente: la infección por M. tuberculosis suele realizarse por vía aérea. De esta manera, el bacilo es fagocitado por los macrófagos alveolares. En un 30 % de los casos, estos macrófagos son incapaces de destruirlo. Entonces se genera la infección, que se caracteriza por el crecimiento en el interior del fagosoma de los macrófagos infectados. Ello se debe a que el bacilo es capaz de frenar la unión fago-lisosoma. Desde lo histopatológico, en el foco de infección se genera un granuloma, caracterizado por la presencia de tejido necrótico intragranulomatoso y que por fin se estructura con la adquisición de la inmunidad. Con la inmunidad, los macrófagos infectados pueden activarse y destruir el bacilo, de manera que se controla su concentración.

Entonces empieza la infección latente, caracterizada por la presencia de respuesta inmune específica, control de la concentración bacilar, pero con la presencia de bacilos latentes (en estado estacionario) en el tejido necrótico. A medida que los macrófagos van drenando este tejido, los bacilos latentes se confunden con esta necrosis y son drenados hacia el espacio alveolar, donde pueden reactivar su crecimiento de nuevo. De esta manera se mantiene la infección durante años.
Desde lo clínico, la infección tuberculosa latente no genera síntomas. Su diagnóstico se basa en el test cutáneo de Mantoux. Los individuos con esta infección no pueden infectar a nadie. Sin embargo, en un 10 % de los casos, el control de la concentración bacilar se pierde, se reanuda el crecimiento y se puede generar una tuberculosis activa, o enfermedad tuberculosa propia. Por ello debe tratarse, sobre todo los pacientes recién infectados. El tratamiento representa la administración de isoniazida durante 9 meses, hecho que dificulta su seguimiento.

## Progresión
Progresa de infección tuberculosa a enfermedad tuberculosa. Puede ocurrir de forma temprana (tuberculosis primaria, alrededor del 1-5 %) o varios años después de la infección (tuberculosis postprimaria, secundaria, reactivación tuberculosa en alrededor del 5 al 9 %). El riesgo de reactivación se ve incrementado con alteraciones en el sistema inmunitario, tales como las causadas por el VIH. En pacientes coinfectados de VIH y TBC, el riesgo de reactivación se incrementa un 10 % por año, mientras que en una persona inmunocompetente el riesgo es del 5 al 10 % durante toda la vida.
Algunos fármacos, incluyendo tratamientos usados en la artritis reumatoide que bloquean el factor de necrosis tumoral, aumentan el riesgo de activación de una TBC latente debido a la importante acción de esta citoquina en la respuesta inmune contra la TBC.

## Diagnóstico
La TBC activa se diagnostica por la detección de Mycobacterium tuberculosis en cualquier muestra del tracto respiratorio (TBC pulmonar) o fuera de él (TBC extrapulmonar). Aunque algunos métodos más modernos (diagnóstico molecular) han sido desarrollados, la visión microscópica de bacilos ácido-alcohol resistentes (BAAR) y el cultivo en medio de Löwenstein-Jensen siguen siendo el gold standard del diagnóstico de la TBC, en especial en países con bajos recursos sanitarios, aunque el método MODS viene siendo validado dando resultados con una sensibilidad y especificidad superiores al cultivo. La microsocopía de BAAR es rápida y barata y un método muy eficiente para detectar pacientes contagiosos. El uso de cultivo en la TBC se realiza cuando hay poca carga bacteriana (mayor sensibilidad), para la identificación de la cepa y para el estudio de sensibilidades a los distintos tratamientos.Tanto la microscopia como el cultivo pueden usarse para monitorizar el tratamiento.

### Autofluorescencia
La Universidad Autónoma de Madrid publicó en el Journal of Clinical Microbiology un trabajo donde se describe por primera vez que las micobacterias son capaces de emitir fluorescencia, lo que permite verlas en un microscopio de fluorescencia sin necesidad de una tinción previa. Esta característica presenta interés para el diagnóstico de la tuberculosis, ya que antes era necesario recurrir a las tinciones específicas para poder observar la mayoría de las bacterias, ya que muy pocas presentan autofluorescencia. Sin embargo, la autofluorescencia emitida por las micobacterias de color azul celeste es tan intensa y brillante como cuando son teñidas de verde con el método antiguo. Además se ha constatado que el fenómeno es permanente, no disminuyendo la autofluorescencia con el paso del tiempo por lo que no es necesaria una conservación especial de las muestras para su mantenimiento.

### Radiografía de tórax

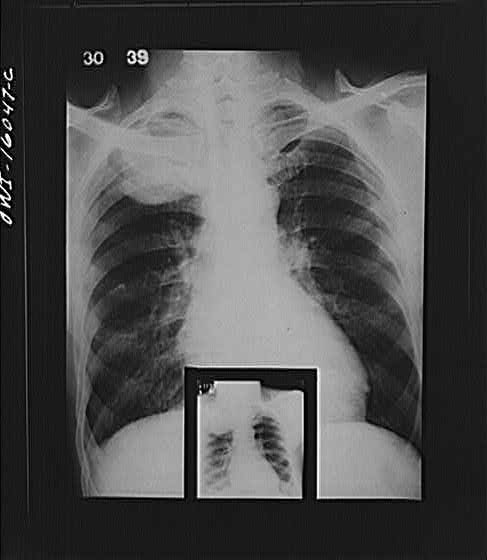
Rx de tórax de un caso de tuberculosis.

La radiografía es esencial en el diagnóstico de la enfermedad. Las lesiones típicas radiológicas son apicales, en hemitórax derecho, en segmentos posteriores y en general forman cavidades.
La herramienta para el diagnóstico de caso de tuberculosis es la bacteriología (baciloscopía y cultivo) por su alta especificidad, sensibilidad y valor predictivo. En aquellas situaciones donde los estudios bacteriológicos no sean concluyentes será necesario realizar el seguimiento diagnóstico de acuerdo con la organización de la red de servicios de salud, utilizando otros criterios: clínico, epidemiológico, diagnóstico por imágenes, inmunológico, anatomopatológico.
Toda persona con diagnóstico de tuberculosis previa consejería y aceptación se deberá realizar la prueba de diagnóstico para VIH.

### Baciloscopia de esputo

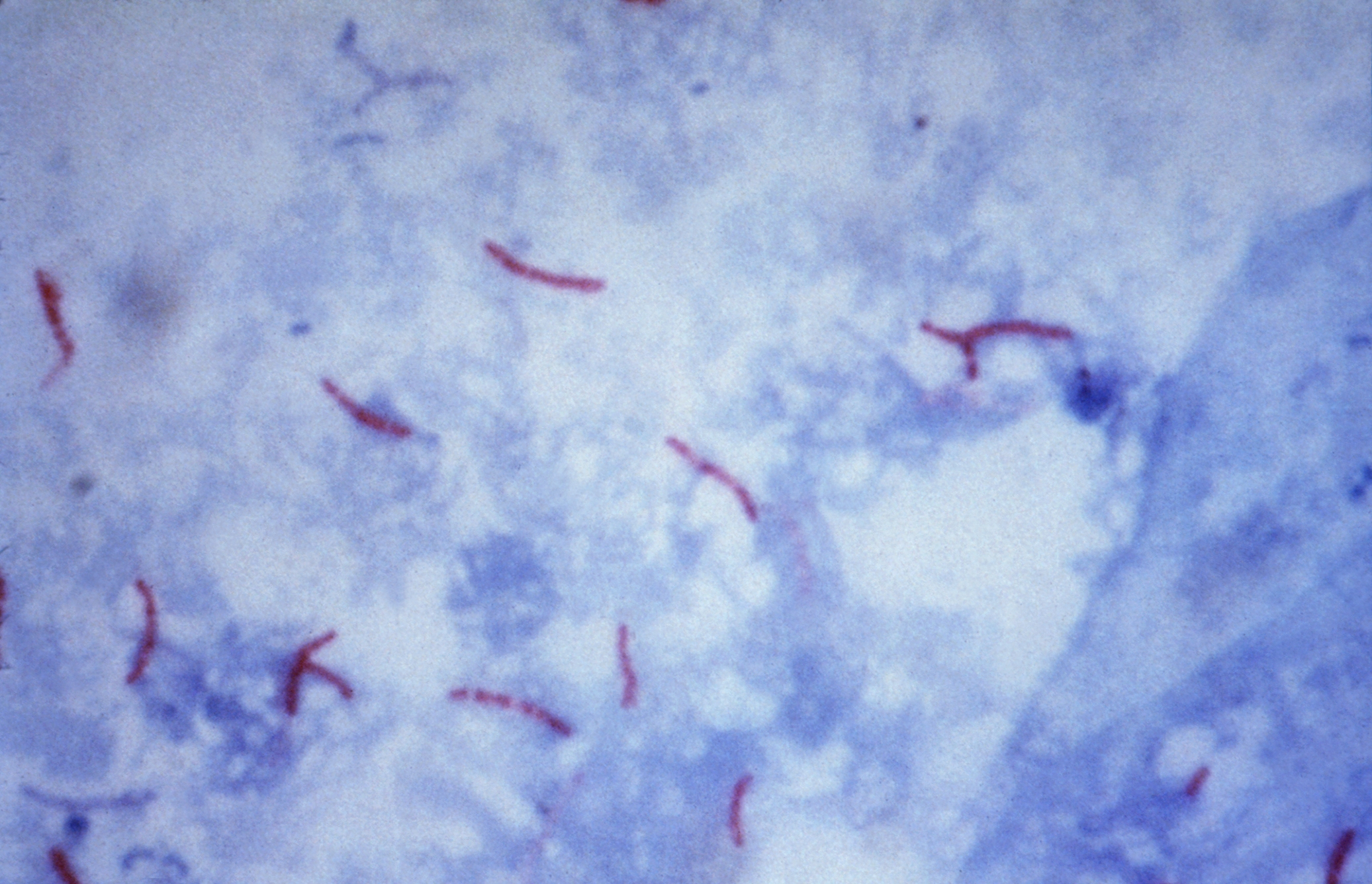
Mycobacterium tuberculosis visualización con el uso de la tinción de Ziehl Neelsen.

La baciloscopia es una prueba seriada.  Se toma una muestra de esputo tres días consecutivos para ver qué bacteria se encuentra. Con un costo bajo y de rápida ejecución, la baciloscopia es una técnica que permite identificar al 70-80 % de los casos pulmonares positivos. La bacteria Mycobacterium tuberculosis posee una estructura de pared diferente de aquellas que son capaces de ser tipificables por la tinción Gram, al presentar una cantidad de lípidos muy abundante. Se le denomina ácido-alcohol resistente y esta característica es la que permite su observación por la tinción de Ziehl Neelsen.

### Cultivo de muestra biológica
El cultivo puede hacerse en el medio de Löwenstein-Jensen, que está constituido por:
- huevo (albúmina, lípidos) (coagula y le da solidez)
- verde de malaquita (inhibe otras bacterias)
- glicerol (fuente de carbono)
- asparaginas (fuente de nitrógeno)

Crece muy lento (30 a 90 días) a 37 °C en atmósfera con dióxido de carbono (en cultivo crecen mejor a pesar de ser aerobio estricto), dando colonias con aspecto de migas de pan (o huevos de araña), secas amarillentas y rugosas.

### Prueba de la tuberculina mediante la técnica de Mantoux

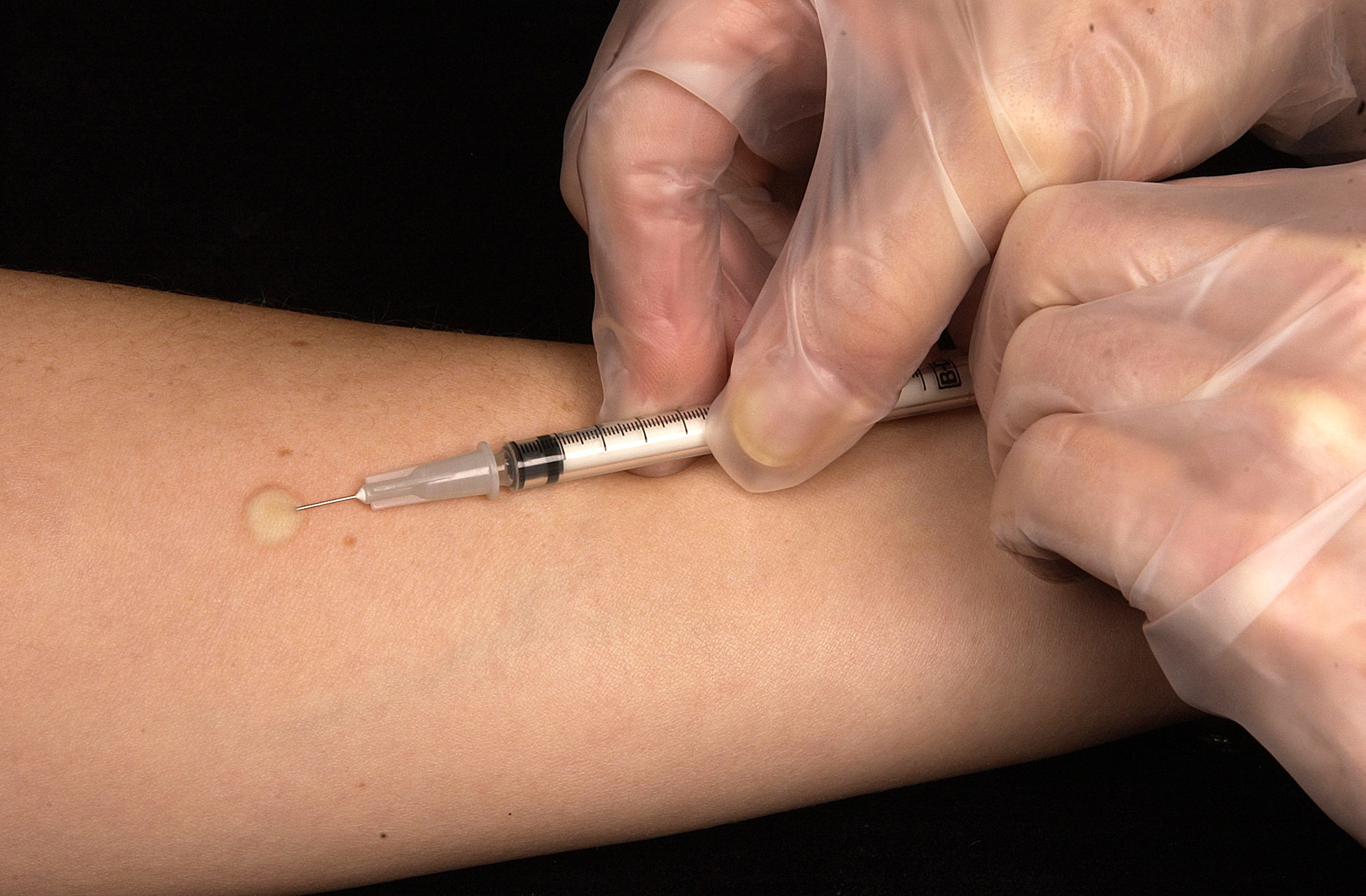
Inyección intradérmica de PPD para la realización del test de Mantoux.

Es una prueba cutánea (intradermoreacción) para detectar infección tuberculosa. Se utiliza como reactivo el PPD (Derivado Proteico Purificado). La prueba de la tuberculina Mantoux solo implica contacto, no infección.

### MODS (Microscopic observation drug susceptibility)
La susceptibilidad a drogas de Mycobacterium tuberculosis mediante observación microscópica (MODS) es un método de desarrollo reciente que posee una sensibilidad y especificidad muy elevadas, como también una gran reducción del tiempo para el diagnóstico de infección por el Mycobacterium tuberculosis, a la vez que evalúa la resistencia a antibióticos de primera línea, como la isoniacida y la rifampicina para los pacientes TB-MDR (multidrogorresistentes).

## Tratamiento
El tratamiento de la tuberculosis se realiza con combinaciones de fármacos antituberculosos, haciendo eficaces las pautas de seis meses de tratamiento, dos en la primera fase de tratamiento y cuatro meses en la segunda fase.
La tuberculosis es curable, pero es necesario un diagnóstico temprano (acudir de inmediato al médico), ya que es una enfermedad grave si no se sigue el tratamiento. Además, es indispensable no abandonar el tratamiento dado por el médico porque, al suspenderlo, la enfermedad empeora rápido y favorece la proliferación de bacilos resistentes a los medicamentos.

### Tratamiento sanatorial de la tuberculosis

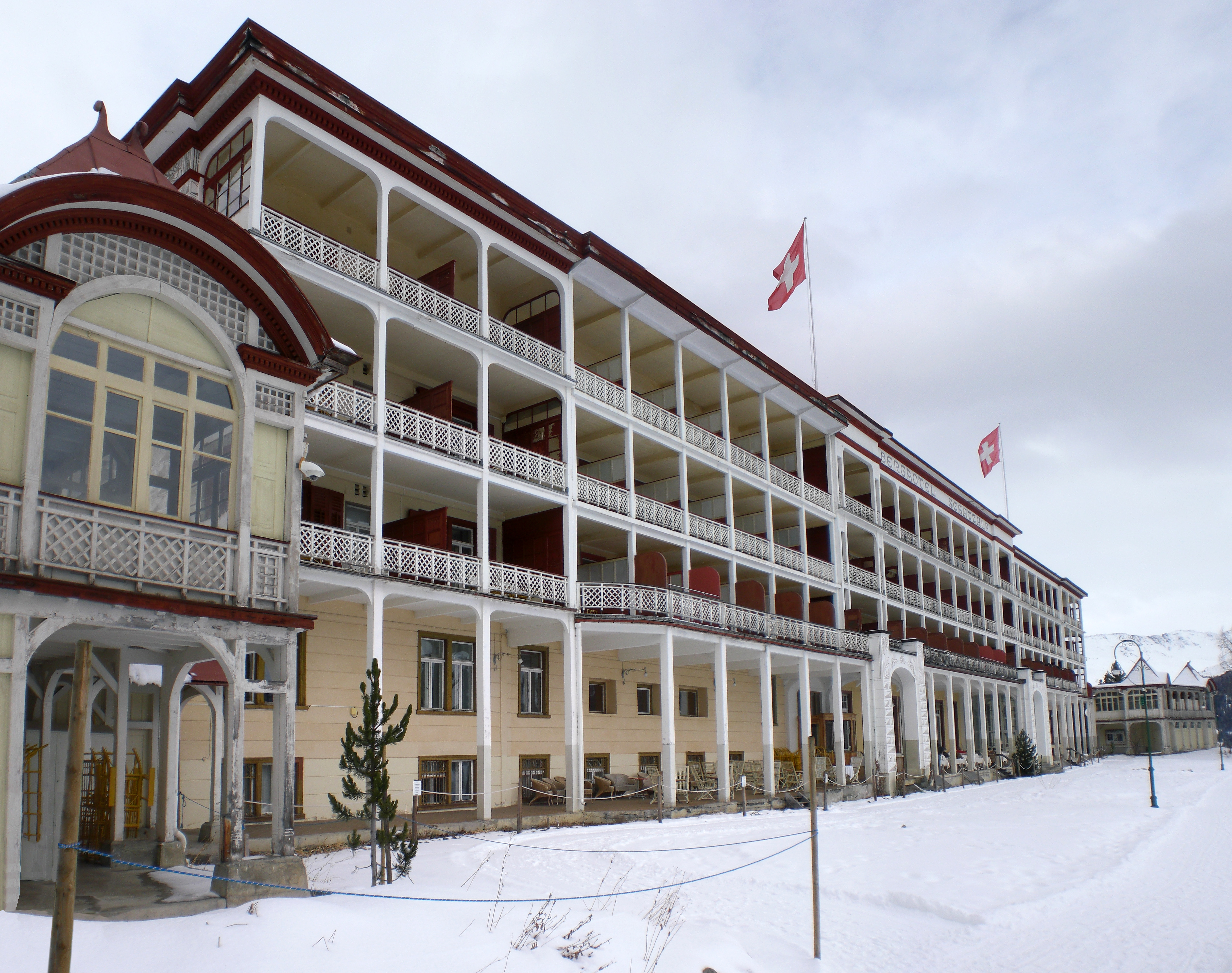
Antiguo sanatorio Schatzalp de Davos, hoy día un hotel.

Se inicia a mediados del siglo XIX y primera mitad del XX, se generaliza como base del tratamiento, sobre todo en los países desarrollados, llega a ser uno de los índices que determinan el nivel sanitario de un país.
Los sanatorios se construían a gran altura, basándose en la teoría fisiológica de aumentar el flujo sanguíneo pulmonar, por la taquicardia inducida por la altura. Sin embargo, la evidencia de su eficacia resultó dudosa.

### Tratamiento quirúrgico de la tuberculosis
Se realizaron diversas técnicas, todas ellas basadas en la colapsoterapia, que consistía en hacer colapsar el pulmón para que permaneciera en reposo y así ayudar a una cicatrización de las lesiones.
Procedimientos:
- Condrotomía de primera costilla.
- Toracoplastias (amputación de un número de costillas para conseguir el colapso).
- Resecciones pulmonares.
- Frenicectomía (sección del nervio frénico para paralizar el diafragma).
- Escalenotomía (sección de los músculos escalenos).
- Pneumolisis extrapleural.
- Neumonectomía terapéutica, quizá el procedimiento quirúrgico más frecuentemente realizado.

### Tratamiento farmacológico de la tuberculosis
La historia de la tuberculosis cambia después de la introducción de los agentes antibióticos. El tratamiento de la tuberculosis es fundamental para su control, dado que con él se rompe la cadena de trasmisión cuando el tratamiento es correcto y se sigue completo.
El tratamiento farmacológico comenzó en 1944 con la estreptomicina (SM) y el ácido paraaminosalicílico (PAS). En 1950, se realizó el primer ensayo clínico comparando la eficacia de la SM y el PAS en conjunto o en monoterapia. El estudio demostró que la terapia combinada era más efectiva. En 1952, un tercer fármaco, la isoniacida (INH), se añadió a la combinación, mejorando en forma espectacular la eficacia del tratamiento, aunque todavía con una duración de 18-24 meses. El etambutol se introdujo en 1960, sustituyendo al PAS en los esquemas de tratamiento y reduce la duración a 18 meses. En la década de 1970, con la introducción de la rifampicina (RAM) en la combinación, el tratamiento se acorta a nueve meses. En 1980, la pirazinamida (PZA) se introduce en el esquema terapéutico, que puede reducirlo a seis meses.
Dos hechos biológicos explican por qué la terapia combinada es más efectiva en el tratamiento de la TBC que la monoterapia. El primero es que el tratamiento con un solo fármaco induce la selección de bacilos resistentes y en consecuencia el fallo en eliminar la enfermedad. El segundo es que las diferentes poblaciones bacilares pueden coexistir en un paciente.
Los antituberculostáticos se clasifican en dos grupos en función de su eficacia, potencia y efectos secundarios:
- Fármacos de primera línea: isoniacida, rifampicina, pirazinamida, etambutol o estreptomicina[28]
- Fármacos de segunda línea: cicloserina, etionamida, ciprofloxacino, etc. Se utilizan en los casos de tuberculosis resistentes o cuando los de primera línea producen efectos secundarios.[28]

Un problema que se extiende en los últimos años es la aparición de M. tuberculosis resistentes a antibióticos. Teniendo en cuenta las resistencias a antibióticos que presentan distintas cepas, es posible distinguir entre cepas multirresistentes (MDR), que son bacterias que desarrollan resistencia frente a rifampicina (RMP) e isoniacida (INH), y cepas ultrarresistentes (XDR), resistentes a drogas de primera línea y a cualquier miembro de la familia de las fluoroquinolonas y al menos frente a uno de segunda línea.

## Prevención

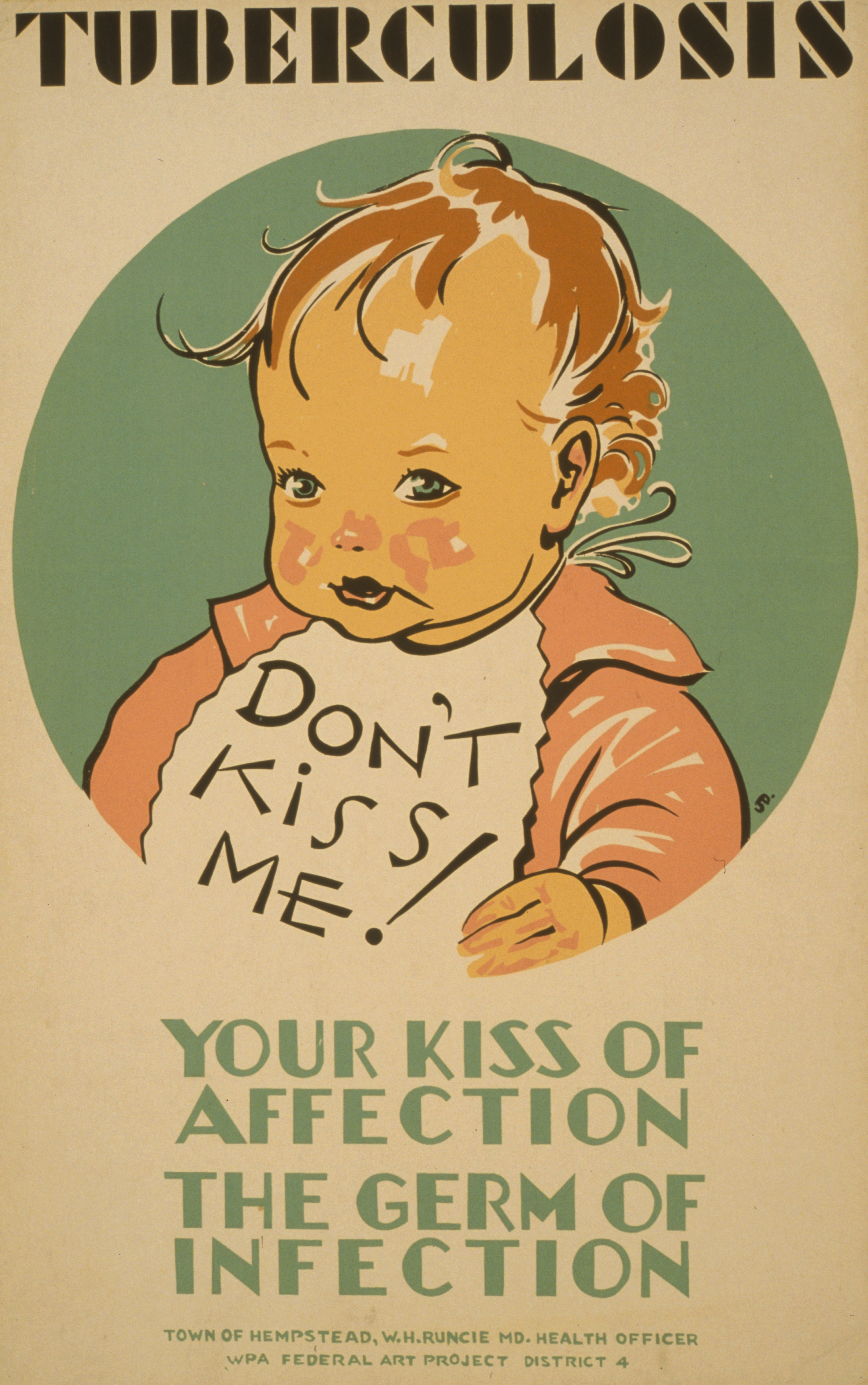
Cartel sobre la prevención de la tuberculosis en niños, (1941).

Se previene mediante una vida sana e higiénica, con identificación temprana de los enfermos y asegurando su curación para no contagiar a otras personas, por medio de la vacuna BCG.
La vacunación sistemática con la BCG en los recién nacidos se abandonó en España en 1980.

## Medidas preventivas
- La persona infectada debe protegerse siempre que tosa con pañuelos desechables.
- Lavado de manos después de toser.
- Ventilación adecuada de la residencia.
- Limpiar el domicilio con paños húmedos.
- Utilizar mascarilla en zonas comunes.
- Restringir visitas a personas no expuestas a la enfermedad.
- Garantizar adherencia al tratamiento.
- No fumar. El cigarrillo no causa tuberculosis, pero sí favorece el desarrollo de la enfermedad.

## Vacunas

### BCG
La vacuna BCG (Bacillus Calmette-Guérin), usada desde 1921, se sigue usando en muchos países como parte de los programas de control de la tuberculosis, en especial en niños. Esta vacuna fue desarrollada en el Instituto Pasteur, Francia, entre 1905 y 1921. Sin embargo, las vacunaciones masivas no comenzaron hasta después de la Segunda Guerra Mundial. La eficacia en la protección de la BCG en formas graves de tuberculosis (p. ej.: meningitis) en niños menores de 4 años es grande (BCG protege contra la infección por M. tuberculosis, así como contra la progresión de la infección a la enfermedad. La revisión sistemática y metaanálisis se realizó en niños menores de 16 vacunados y no vacunados con exposición reciente a infección tuberculosa), y está alrededor del 80 %; su eficacia en adolescentes y adultos es más variable, estando entre el 0 y el 80 %.

### RUTI
RUTI es una vacuna terapéutica que se desarrolla en la Unidad de Tuberculosis Experimental de Badalona (España) para disminuir el tratamiento de la infección tuberculosa latente de 9 a 1 mes de administración de isoniacida. Responsables son Archivel Farma y el Hospital Germans Trias i Pujol de Badalona, conocido como Can Ruti, lo que ha dado nombre a la vacuna.

### Vacuna MTBVAC
La MTBVAC es la primera vacuna con el bacilo atenuado de tuberculosis humano. La actual BCG, es de bos taurus. El grupo de la universidad de Zaragoza, dirigido por el investigador Carlos Martín Montañés, en colaboración con la farmacéutica gallega Biofabri, del grupo Zendal, ha demostrado que su vacuna desarrollada da mayor protección contra el patógeno que la vacuna actual. Biofabri realizó en el año 2019 con éxito los primeros ensayos clínicos en humanos y tiene prevista su producción industrial.

## Día Mundial de la Lucha contra la Tuberculosis
La OMS estipuló que el 24 de marzo sería el Día Mundial de la Lucha contra la Tuberculosis. Se conmemora que el 24 de marzo de 1882 el doctor Robert Koch anunció el descubrimiento del bacilo de la tuberculosis.
En 1982 se realizó el primer Día Mundial de la Lucha contra la Tuberculosis, con el patrocinio de la Organización Mundial de la Salud (OMS) y la Unión Internacional Contra la Tuberculosis y las Enfermedades Respiratorias (UICTER). Este evento buscaba educar al público sobre las devastadoras consecuencias económicas y de salud causadas por la tuberculosis, su efecto en los países en desarrollo y su impacto continuo y trágico en la salud global.

## Epidemiología en todo el mundo

Afecciones estimadas de tuberculosis por cada 100 000 habitantes en el año 2007.

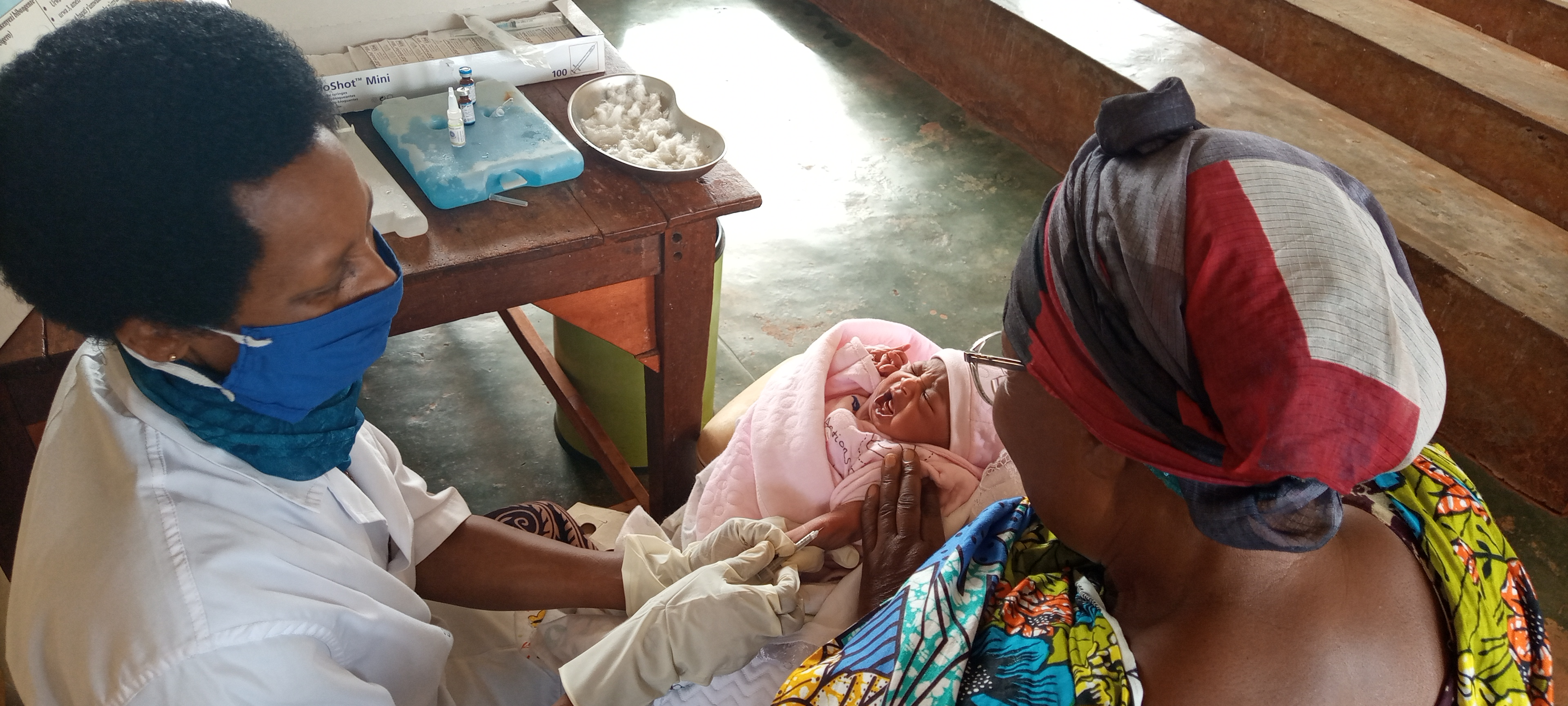
Vacunación contra la turberculosis en Burundi.

Según la Organización Mundial de la Salud (OMS), un cuarto de la población del mundo, han estado expuestas al patógeno de la tuberculosis. Sin embargo, no todas las infecciones por M. tuberculosis causa la tuberculosis y muchas infecciones son asintomáticas. Cada año, ocho millones de personas se enferman con la tuberculosis, y dos millones de personas mueren de la enfermedad a escala mundial. En 2004, alrededor de 14,6 millones de personas tenían la enfermedad activa con 9 millones de nuevos casos. La tasa de incidencia anual varía de 356 por 100 000 en África y 41 por 100 000 en América. Provoca enfermedades infecciosas en las mujeres en edad reproductiva y es la principal causa de muerte entre las personas con sida.
En 2005, el país con la mayor incidencia estimada de tuberculosis fue de Suazilandia, con 1262 casos por cada 100 000 personas. La India tiene el mayor número de infecciones, con más de 1,8 millones de casos. En los países desarrollados, la tuberculosis es menos común y es una enfermedad urbana. En el Reino Unido, la incidencia de tuberculosis va desde 40 por 100 000 en Londres, a menos de 5 por 100 000 en zonas rurales del suroeste de Inglaterra, de la media nacional es de 13 por 100 000. Las tasas más altas de Europa occidental se sitúan en Portugal (31,1 por 100 000 en 2005) y España (20 por 100 000). Estos rangos comparan con 113 por 100 000 en China y 64 por 100 000 en Brasil. En los Estados Unidos, la tasa general de casos de tuberculosis fue de 4,9 por 100 000 personas en 2004. En España la tuberculosis sigue siendo endémica en algunas zonas rurales. La incidencia de la tuberculosis varía con la edad. En África, la tuberculosis afecta a adolescentes y adultos jóvenes. Sin embargo, en países donde la tuberculosis ha pasado de alta a baja incidencia, como los Estados Unidos es una enfermedad de personas mayores o de los inmunocomprometidos.
Las infecciones, el aumento del VIH y el descuido de control de la tuberculosis por programas han permitido su resurgimiento. La aparición de resistencia en unas cepas también ha contribuido a una nueva epidemia, de 2000 a 2004, el 20 % de los casos de tratamientos estándar eran resistentes a de medicamentos de segunda línea. El ritmo de los nuevos casos varía con amplitud, incluso en los países vecinos, debido a las filas en los sistemas de atención sanitaria.
Un problema que se está extendiendo en los últimos años es la aparición de M. tuberculosis resistentes a antibióticos. La tuberculosis multirresistente se ha encontrado en casi todos los países estudiados. En 2012, entre los casos notificados de tuberculosis pulmonar hubo unos 450 000 casos de tuberculosis multirresistente. Casi el 50 % de ellos correspondían a la India, China y la Federación Rusa. Se cree que un 9,6 % de los casos de tuberculosis multirresistente presentaban tuberculosis ultrarresistente.
Hay una serie de factores que hacen que las personas sean más susceptibles a la infección; el más importante de ellos es el VIH. La coinfección con el VIH es un problema particular en el África subsahariana, debido a la alta incidencia de VIH en estos países. Los fumadores que consumen más de 20 cigarrillos al día también aumentan el riesgo de la tuberculosis de dos a cuatro veces. La diabetes mellitus es un factor de riesgo que está creciendo en importancia en los países en desarrollo.
Otras enfermedadez que aumentan el riesgo de desarrollar tuberculosis son el linfoma de Hodgkin, la insuficiencia renal, enfermedad pulmonar obstructiva crónica, desnutrición y alcoholismo.
La dieta también puede modular el riesgo. Por ejemplo, entre los inmigrantes en Londres desde el subcontinente indio, los vegetarianos hindúes tenían un 8,5 veces más riesgo de tuberculosis, en comparación con los musulmanes que comían carne y pescado todos los días. A pesar de una relación de causalidad no se prueba por estos datos este aumento del riesgo que podría ser causado por las deficiencias de micronutrientes, es posible que de hierro, vitamina B12 o vitamina D.
Otros estudios han proporcionado más evidencias de una relación entre la deficiencia de vitamina D y un mayor riesgo de contraer tuberculosis. La malnutrición grave común en algunas partes del mundo en desarrollo provoca un gran aumento en el riesgo de desarrollar tuberculosis activa, debido a sus efectos nocivos sobre el sistema inmunitario. Junto con el hacinamiento, la mala alimentación puede contribuir al fuerte vínculo entre la tuberculosis y la pobreza.